# Aspilota stenogaster
Aspilota stenogaster är en stekelart som beskrevs av Stelfox och Graham 1951. Aspilota stenogaster ingår i släktet Aspilota och familjen bracksteklar. Inga underarter finns listade.